# Eurovision Magic Circus Show
L'Eurovision Magic Circus Show è stato un programma organizzato dall'Unione europea di radiodiffusione tra il 2010 e il 2012. 

## Storia
L'idea del programma nasce da Damien Ottet, produttore televisivo di 7 Street Productions e il direttore di diversi programmi per bambini per RTS. L'idea venne presentata al congresso Eurovision TV e l'Unione europea di radiodiffusione ha risposto alla loro proposta. L'evento fu lanciato ufficialmente il 5 ottobre 2010 a Cannes alla MIPCOM.

## Format
Il programma è rivolto a giovani artisti circensi tra i 7 e i 14 anni, che rappresentano uno stato europeo. Ogni stato sceglie due performance. Al contrario di molti programmi simili, non è competitivo bensì un gala, registrato a novembre, veniva poi trasmesso in un secondo momento durante il periodo natalizio.

## Stati partecipanti
Ha partecipato almeno una volta
     Non ha mai partecipato, ma avrebbe potuto

Le Partecipazioni alla Manifestazione:
Ha partecipato almeno una volta
Non ha mai partecipato, ma avrebbe potuto

Alle 3 edizioni del programma hanno preso parte un totale di 10 stati:
| Anno | Stati debuttanti                                                |
| ---- | --------------------------------------------------------------- |
| 2010 | Belgio · Francia · Paesi Bassi · Portogallo · Russia · Svizzera |
| 2011 | Ucraina                                                         |
| 2012 | Armenia · Bulgaria · Irlanda                                    |

## Città ospitanti
I costi del programma sono stati coperti da sponsor e da contributi da parte delle emittenti partecipanti. L'evento era considerato un'opportunità per la promozione del turismo nello stato ospitante.
| Anni | Stato    | Città   | Sede           |
| ---- | -------- | ------- | -------------- |
| 2010 | Svizzera | Ginevra | Circus Pajazzo |
| 2011 | Svizzera | Ginevra | Circus Pajazzo |
| 2012 | Svizzera | Ginevra | Circus Pajazzo |

## Trasmissione dell'evento
Armenia (Armenia TV) 

 Belgio (VRT)

 Bulgaria (BNT)

 Francia (France 3)

 Irlanda (RTÉ)

 Paesi Bassi (TROS)

 Portogallo (RTP)

 Russia (Rossija 1)

 Svizzera (RTS)

 Ucraina (UA:PBC)

Nel 2010 i diritti del programma sono stati acquistati anche da  Bielorussia (BTRC),  Italia (Rai),  Slovenia (RTV Slovenija), TV5 Québec Canada and TV5 Monde.

## Edizioni
Del programma sono state fatte tre edizioni:
| Edizione numero | Anno | Partecipanti | Data        | Stato organizzatore |
| --------------- | ---- | ------------ | ----------- | ------------------- |
| 1               | 2010 | 6            | 26 novembre | Svizzera            |
| 2               | 2011 | 7            | 26 novembre | Svizzera            |
| 3               | 2012 | 9            | 17 novembre | Svizzera            |